# STAND UP! (Leadの曲)
『STAND UP!』（スタンド・アップ）は、ダンスユニット、Leadが2008年2月6日に発売した14枚目のシングルである。

## 概要
前作「海」から7か月ぶりのシングル。初回限定盤（CD+DVD）と通常盤（CDのみ）の2形態での発売。ともにジャケットが異なる。封入特典は初回限定盤がイベント参加券（Aチケット）、通常盤がフォトシート1枚（全5種）。なお、通常盤の封入特典は2008年3月31日出荷分までの期間限定である。
カップリング曲の「Load」はVISION FACTORYによる企画『あなたが選ぶテーマソング』の第3弾「バレンタイン」をテーマにした楽曲として2006年12月29日からVISON FACTORY、mu-mo、dwango.jp、music.jpの各携帯サイトにて着うた、着うたフルが限定で先行配信されていた。

## 収録曲

### CD
1. STAND UP!
（作詞：Lead / 作曲、編曲：本山清治）
テレビ東京系アニメ『家庭教師ヒットマンREBORN!』7thエンディングテーマ（2008年1～3月）
2. Load
（作詞、作曲：阿久津健太郎 / 編曲：大山徹也 & DORA）
3. Sleepin' Flower
（作詞：藤林聖子 / 作曲、編曲：佐々木章）
4. STAND UP! (INST)

### DVD
※初回限定盤（CD+DVD）のみ
1. STAND UP! (PV)
2. オフショット映像